# Ер и Лоар
Ер и Лоар (фр. Eure-et-Loir) департман је у северном делу централне Француске. Припада региону Центар, а главни град департмана (префектура) је Шартр. Департман Ер и Лоар је означен редним бројем 28. Његова површина износи 5.880 км². По подацима из 2010. године у департману Ер и Лоар је живело 428.933 становника, а густина насељености је износила 73 становника по км².
Овај департман је административно подељен на:
- 4 округа
- 28 кантона и
- 403 општина.

## Демографија
| 1999.   | 2011.   |
| ------- | ------- |
| 407.665 | 430.416 |